# Sebastian Ingrosso
Sebastian Ingrosso   (Estocolm, 20 d'abril de 1983) és un DJ i productor de música electrònica suec, conegut tant per les seves produccions en solitari com per formar part del trio Swedish House Mafia.

## Biografia

### Inicis en solitari
L'any 1999, Ingrosso va debutar amb una remescla al senzill Vem Som Helst, de la cantant Nanne, però no va fer-ho utilitzant el seu nom real sinó sota el pseudònic Fatz Jr. Va utilitzar aquest nom en les remescles que publicaria els dos anys següents però encara no publicaria cap producció original. L'any 2002 va començar a utilitzar el seu nom real per signar els seus llançaments, el primer dels quals va ser una remescla oficial per Eric Prydz, concretament pel seu senzill Wants vs Needs. Un any més tard publicaria el seu primer EP de música original Hook Da Moode que contenia les pistes We Talk Acid i You Need 2 Rock. Poc després va publicar un EP conjunt amb John Dählback anomenat Stockholm Disco.
L'any 2003 va fundar el seu segell discogràfic Refune Records. A banda de publicar-hi bona part de les seves pròpies produccions, hi han publicat senzills de gran repercussió artistes com Alesso (Clash, Years), Otto Knows (Million Voices), Deniz Koyu (Bong) o Dirty South (Meich). El primer llançament de Refune Records va ser el senzillm Your Love d'Arcade Mode, que venia acompanyat d'una remescla que havien fet Ingrosso i Steve Angello.

### Inicis de la Swedish House Mafia
Tot i que no van publicar la seva primera producció fins a finals de 2009, Axwell, Sebastian Ingrosso i Steve Angello van començar a fer servir aquest nom al 2007 Ingrosso i Angello es coneixien des de petits, i van conèixer a Axwell més tard, quan tots tres eren DJs emergents en l'escena EDM d'Estocolm. Inicialment Eric Prydz també formava part d'aquest col·lectiu però finalment va fer-se enrere, ja que prefereix treballar en solitari per poder controlar tots els detalls de la producció.
Ingrosso, Angello i Axwell van col·laborar per primera vegada (encara sense utilitzar el nom Swedish House Mafia) a Get Dumb, una pista publicada al maig del 2007 que també comptava amb la participació de Laidback Luke. A finals de 2007 va aconseguir entrar per primera vegada a la llista oficial d'èxits sueca amb el senzill It's true, una col·laboració amb Axwell i Salem Al Fakir.
Els tres ja van actuar com a Swedish House Mafia a l'edició del 2009 del Ultra Music Festival. Uns mesos més tard, tots tres van tornar a col·laborar amb Laidback Luke a Leave The World Behind, una pista amb què aconseguirien bastant reconeixement i entrar a les llistes de diversos països com Suècia Tot i que encara van signar la cançó amb els seus noms per separat, la seva primera producció com a Swedish House Mafia va ser una remescla de Leave The World Behind

### 2010: One i Miami 2 Ibiza
El 2010 per fi van arribar les dues primeres originals sota el nom de Swedish House Mafia. La primera d'elles va ser One. Al Juny, en van publicar una versió vocal en col·laboració amb Pharell anomenada One (Your Name). Va ser un èxit en diversos mercats europeus arribant al top 20 a Suècia, Bèlgica, Àustria i els Països Baixos i fins i tot al número 7 del Regne Unit A l'Octubre van publicar Miami 2 Ibiza, en col·laboració amb el raper britànic Tinie Tempah. Va convertir-se en el seu primer número 1 a la llista dance estatunidenca i al #4 a la llista absoluta del Regne Unit A finals del 2010 van llançar el seu disc recopilatori Until One, que comptava amb els dos senzills, moltes produccions d'ells per separat i algunes pistes d'altres artistes mescles per ells

### 2011: Save The World, Antidote i Calling
Al mes de maig del 2011 van publicar una nova producció original: Save The World, que compta amb la veu de John Martin. Al mes de Setembre van actuar al Madison Square Garden de Nova York. Les entrades es van exhaurir en nou minuts, i es va convertir en el primer espectacle de música electrònica en poder omplir el recinte. Al Novembre van llançar Antidote, una col·laboració amb el duo de productors australians. Totes quatre produccions originals havien aconseguit situar-se al top 10 de la llista del Regne Unit.
Per la seva part, Ingrosso també va publicar Calling, en col·laboració amb Alesso. La versió vocal de Callin, amb el títol Calling (Lose My Mind) sortiria al mes de març del 2012 i es convertiria en l'èxit més gran de Sebastian Ingrosso fora del col·lectiu, sent la seva primera entrada a la llista del Regne Unit i situant-se al número 19 Calling (Loose My Mind) també va situar-se al top 20 a França i Suècia, i va arribar al número 1 de la llista dance dels Estats Units

### 2012-13: Greyhound, Don't You Worry Child i One Last Tour
Al març del 2012 el trio va publicar Greyhound i al mes de juny van anunciar que tenien intenció de separar-se. Al mes de setembre van publicar Don't You Worry Child, l'últim senzill que han llançat junts fins al moment i el més reeixit del trio. La seva gira de comiat One Last Tour va començar al novembre del 2012 i va comptar amb una cinquantena d'actuacions pels cinc continents. Va acabar al març del 2013 a l'Ultra Music Festival de Miami.

### 2012-2013: projectes en solitari
Al setembre del 2012, Sebastian Ingrosso va publicar una nova producció instrumental original anomenada Reload, amb Tommy Trash La versió vocal, que comptava amb la participació del cantant suec John Martin, va sortir al Maig del 2013 i va convertir-se en el seu segon gran èxit en solitari després de Calling, arribant al número 1 de la llista dance britànica i al número 3 de la llista absoluta; al número 4 de la llista dance dels estats units i al número 5 a Suècia. Al mes de juny, Axwell i Sebastian Ingrosso van publicar Roar, una producció original per la banda sonora de Monsters Inc 

### 2014-2018 Axwell /\ Ingrosso
Axwell i Sebastian Ingrosso van tornar junts en aquest projecte. La primera producció que van treure sota aquest nom va ser Something New. Des d'aleshores van estar actuant conjuntament i llançant senzills regularment, que van recopilar al disc More Than You Know, publicat al 2017.

### 2019 retorn de la Swedish House Mafia
Al març del 2018, Swedish House Mafia van actuar junts per primera vegada en cinc anys per sorpresa a l'Ultra Music Festival. A finals de l'any van anunciar les primeres dates d'una gira pel 2019, que començaria al mes de maig amb tres dates a Estocolm. Al 2019 Ingrosso també va fer alguna actuació en solitari com per exemple al festival Medusa

## Discografia

### singles i EPs
2004
Hook Da Mode EP
Stockholm disco EP (amb John Dählback)
Yo Yo Kidz
Mode Machine EP
2005
Together (amb Ingrosso)
Body Beat
2007
It's True (amb Axwell i Salem Al Fakir)
Get Dumb (amb Axwell, Steve Angello i Laidback Luke)
2008
555 (amb Steve Angello)
It (amb Steve Angello i Laidback Luke)
Partouze (amb Steve Angello)
Chaa Chaa (amb Laidback Luke)
2009
Leave The World Behind (amb Axwell, Steve Angello, Laidback Luke i Deborah Cox)
Laksos
Kidsos
How Soon is Now (amb David Guetta, Dirty South i Julie McKnight)
2011
Meich (amb Dirty South)
Calling (amb Alesso)
2012
Calling (Lose My Mind) [amb Alesso i Ryan Tedder]
Reload (amb Tommy Trash)
2013
Reload [versió vocal] (amb Tommy Trash i John Martin)
Roar (amb Axwell)
2016
Dark River
Flags (amb Salvatore Ganacci i LIOHN)
2017
Ride It

### com a part de la Swedish House Mafia

#### senzills
2010
One / One Your Name (amb Pharrell)
Miami 2 Ibiza (amb Tinie Tempah)
2011
Save The World
Antidote
2012
Greyhound
don't You Worry Child (amb John Martin)

#### compilacions
2010: Until One
2012: Until Now

### Com a part d'Axwell /\ Ingrosso

#### àlbums
2017: More Than You Know